# Eberhard Franke
Eberhard Franke (* 1929 in Freiberg; † 21. Januar 2011) war ein deutscher Bauingenieur für Grundbau und Bodenmechanik, Professor an der TH Darmstadt.

## Werdegang
Franke studierte an der TH Dresden und promovierte dort mit einer Dissertation über Hydrodynamik. Anschließend war er zwei Jahre bei der VEB Ingenieur-Tiefbau Brandenburg, ab 1959 wissenschaftlicher Mitarbeiter der Forschungsanstalt für Schifffahrt, Wasserbau und Grundbau in Ostberlin und ab 1961 Dozent für Bodenmechanik an der TH Dresden. Vor Antritt der Dozentenstelle floh er mit seiner Frau in den Westen und ging zur Strabag nach Köln, wo er im U-Bahn-Bau tätig war. 1965 ging er an die Bundesanstalt für Wasserbau (BAW) als wissenschaftlicher Mitarbeiter nach Karlsruhe, wo er sich unter anderem mit Davidenkoff zusammen mit Grundwasserproblemen befasste (neben Gutachtertätigkeit für das BAW). 1967 übernahm er die Abteilung Erd- und Grundbau der Außenstelle Küste der BAW in Hamburg. Zu seinen Projekten gehörte dort der Elbe-Seitenkanal (und die Schadensuntersuchung bei dessen Bruch), das Eidersperrwerk und die erste größere deutsche Offshore-Plattform Nordsee. 1981 wurde er als Nachfolger von Herbert Breth Professor an der TH Darmstadt und Leiter der Versuchsanstalt für Geotechnik, die er bis 1992 führte. 2011 beging er mit seiner Ehefrau Suizid.
In Darmstadt forschte er vor allem zum Tragverhalten von Pfählen und Pfahlgruppen.
Darüber hinaus war er ab 1981 Partner im Ingenieurbüro Baugrundinstitut Franke und Meißner (BFM von Meißner 1970 gegründet) in Wiesbaden.
Er war im Arbeitsausschuss Pfähle der DGGT und dessen langjähriger Obmann. Außerdem war er im Arbeitsausschuss Flussdeiche und Versuche und Versuchsgeräte.

## Schriften
- Pfähle, in Grundbau-Taschenbuch, Ernst und Sohn 1966